# US Poggibonsi
Die Unione Sportiva Poggibonsi (kurz auch US Poggibonsi) ist ein Fußballverein aus Poggibonsi, Provinz Siena, Italien.

## Geschichte
Der Verein wurde 1925 gegründet. Die Vereinsfarben sind Gelb und Rot. Erstmals Profifußball spielte er 1989 in der Serie C2, aus der er nach der Saison 1994/95 aus der Girone B als Tabellenletzter in die Campionato Nazionale Dilettanti (ab 2000 Serie D genannt) abstieg. 2001 kehrte er zurück in die Serie C2, ab 2002 unter dem Namen Poggibonsi Valdelsa 2002. Nach der Saison erfolgte der Zwangsabstieg und der Gang in die sechste Liga (Eccellenza). Nach dem Gewinn der Meisterschaft hielt der Verein sich von 2004 bis 2006 in der Serie D auf, um dann nach der Lizenzverweigerung an AS Fortis Spoleto aus Spoleto und ASD Fortis Juventus 1909 aus Borgo San Lorenzo als Tabellendritter in die Lega Pro Seconda Divisione aufzusteigen. Seit 2004 trägt die Mannschaft wieder den aktuellen Namen. In der Saison 2008/09 stieg das Team nach den Play-down gegen San Marino Calcio eigentlich ab, durfte aber nach dem Lizenzentzug von neun Mannschaften in der Liga verbleiben. Seitdem verblieb das Team nach einem gewonnenen Play-down 2010 gegen den AC Bellaria Igea Marina in der vierten Liga. Aktueller Sponsor ist die Bank Monte dei Paschi di Siena.

## Stadion

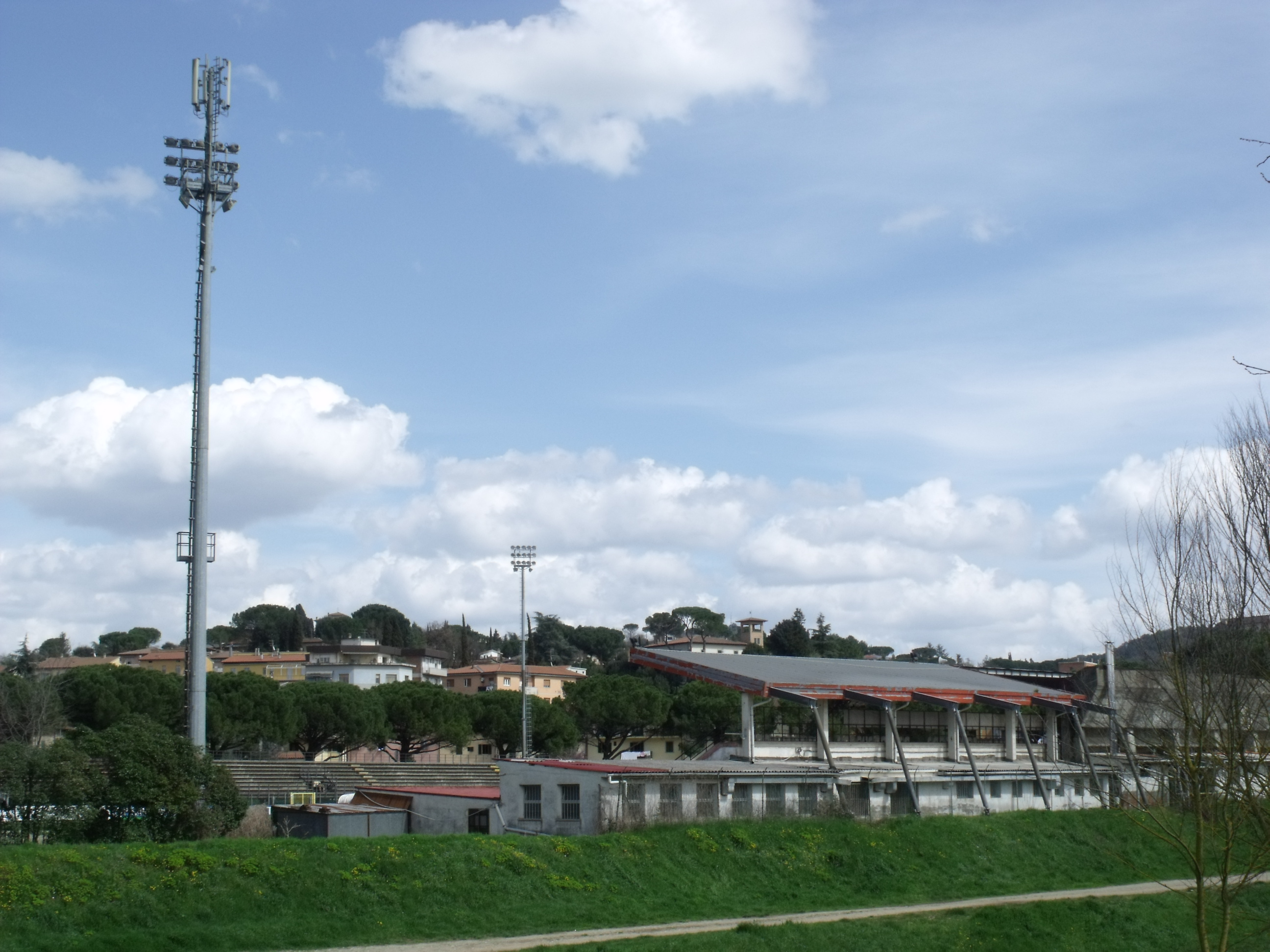
Heimspielstätte Stadio Stefano Lotti in Poggibonsi

Der Verein spielt im Stadio Stefano Lotti in der Viale Guglielmo Marconi, welches für 2527 Besucher Plätze bietet, davon sind 815 überdacht.

## Ehemalige Spieler
- Bernardo Corradi (1994–1996)
- Marco Sportiello (2011–2012)

## Ehemalige Trainer
- Luciano Chiarugi